# Äläviyyä Babayeva
Äläviyyä Babayeva (azerbajdzjanska: Ələviyyə Babayeva), född 12 december 1921 i Baku, död där 23 september 2014, var en azerbajdzjansk författare.
Hon studerade språk vid Baku statsuniversitet och påbörjade författarkarriären med berättelsen Iki häyat (Livet) som publicerades i litteraturtidskriften Ädäbiyyat qäzeti. Hon gav ut ett flertal romaner och noveller under sin livstid, varav ett flertal riktade sig till barn och ungdomar. Vid sidan av den egna författarkarriären översatte hon samtida rysk litteratur. Babajeva skrev även manuset till två animerade kortfilmer, Dınqıl, sazım, dınqıl från 1976 och Sehrlanmis küpa från 1979.